# Port lotniczy Linköping City
Port lotniczy Linköping City (IATA: LPI, ICAO: ESSL) – port lotniczy położony niedaleko Linköping, w regionie Östergötland, w Szwecji.

## Linie lotnicze i połączenia
| Linia lotnicza | Kierunek     |
| -------------- | ------------ |
| KLM            | 1. Amsterdam |